# Poliedro omnitruncado
En geometría, un poliedro omnitruncado es un poliedro cuasirregular truncado. Cuando se trata de poliedros alternados, se generan poliedros romos.
Todos los poliedros omnitruncados son zonoedros. Tienen símbolo de Wythoff p q r | y sus figuras de vértice son de la forma 2p.2q.2r.
De manera más general, un poliedro omnitruncado es el resultado del operador bewel (biselado) en la notación de poliedros de Conway.

## Lista de poliedros omnitruncados convexos
Cada poliedro omnitruncado regular posee tres formas convexas asociadas. De acuerdo con la coloración de las imágenes siguientes, pueden verse como formados por los planos de: [1] las caras rojas del poliedro regular original; [2] las caras amarillas o verdes correspondientes a su poliedro conjugado; y [3], las caras azules correspondientes a los vértices truncados del poliedro cuasirregular.
| Símbolo de Wythoff p q r \| | Poliedro omnitruncado        | Poliedros regulares/cuasirregulares asociados |
| --------------------------- | ---------------------------- | --------------------------------------------- |
| 3 3 2 \|                    | · Octaedro truncado ·        | Tetraedro/Octaedro/Tetraedro                  |
| 4 3 2 \|                    | · Cuboctaedro truncado ·     | Cubo/Cuboctaedro/Octaedro                     |
| 5 3 2 \|                    | · Icosidodecaedro truncado · | Dodecaedro/Icosidodecaedro/Icosaedro          |

## Lista de poliedros omnitruncados no convexos
Hay 5 poliedros omnitruncados uniformes no convexos.
| Símbolo de Wythoff p q r \|              | Poliedro estrellado omnitruncado         | Símbolo de Wythoff p q r \|      | Poliedro estrellado omnitruncado |
| Dominios de triángulos rectángulos (r=2) | Dominios de triángulos rectángulos (r=2) | Dominios de triángulos generales | Dominios de triángulos generales |
| ---------------------------------------- | ---------------------------------------- | -------------------------------- | -------------------------------- |
| 3 4/3 2 \|                               | · Gran cuboctaedro truncado ·            | 4 4/3 3 \|                       | Cuboctaedro cubitruncado         |
| 3 5/3 2 \|                               | · Gran icosidodecaedro truncado ·        | 5 5/3 3 \|                       | Dodecadodecaedro icositruncado   |
| 5 5/3 2 \|                               | · Dodecadodecaedro truncado ·            |                                  |                                  |

### Otros poliedros no convexos con caras de número par de lados
Hay 8 formas no convexas con símbolos de Wythoff mixtos p q (r s) | y figura de vértice con forma de pajarita, 2p.2q.-2q.-2p. No son verdaderos poliedros omnitruncados: los verdaderos omnitruncados de la forma p q r | o de la forma p q s | tienen caras 2r-gonales o 2s-gonales coincidentes, respectivamente, que deben eliminarse para formar un poliedro no impropio. Todos estos poliedros son unilaterales, es decir, no orientables. Los símbolos de Wythoff degenerados p q r | se enumeran primero, seguidos de los símbolos de Wythoff mixtos reales.
| Poliedro omnitruncado   | Imagen | Símbolo de Wythoff |
| ----------------------- | ------ | ------------------ |
| Cubohemioctaedro        |        | 2 3 (3/2 3/2) \|   |
| Pequeño rombihexaedro   |        | 2 4 (3/2 4/2) \|   |
| Gran rombihexaedro      |        | 2 4/3 (3/2 4/2) \| |
| Pequeño rombidodecaedro |        | 2 5 (3/2 5/2) \|   |
| Pequeño dodecicosaedro  |        | 3 5 (3/2 5/4) \|   |
| Rombicosaedro           |        | 2 3 (5/4 5/2) \|   |
| Gran dodecicosaedro     |        | 3 5/3 (3/2 5/2) \| |
| Gran rombidodecaedro    |        | 2 5/3 (3/2 5/4) \| |

## Omnitruncamientos generales (biseles)
Los omnitruncamientos también se denominan cantitruncaciones o rectificaciones truncadas (tr) y operador de bisel de Conway (b). Cuando se aplica a poliedros no regulares, se pueden generar nuevos poliedros, por ejemplo estos poliedros 2-uniformes:
| Coxeter | trrC | trrD | trtT | trtC | trtO | trtI |
| Conway  | baO  | baD  | btT  | btC  | btO  | btI  |
| ------- | ---- | ---- | ---- | ---- | ---- | ---- |
| Imagen  |      |      |      |      |      |      |